# Theodor Reuß

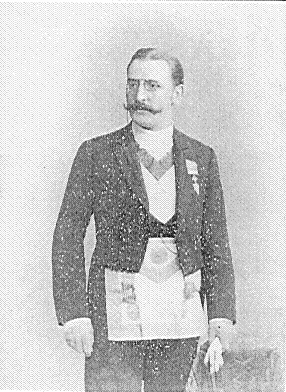
Theodor Reuß mit dem Schurz der Freimaurer

Carl Albert Theodor Reuß (* 28. Juli 1855 in Augsburg; † 28. Oktober 1923 in München) war ein deutscher Opernsänger, radikaler politischer Aktivist, Journalist, Sexualmagier, Theosoph, Freimaurer und Gründer okkulter Orden.

## Leben

### Reuß bis 1880
Reuß war der Sohn des Wirtes Franz Xaver Reuß und der Eva Barbara Margaret, geborene Wagner. In Augsburg besuchte er die Handelsabteilung der Kreis-Gewerbeschule und schloss eine Drogisten-Lehre ab. Als professioneller Opernsänger soll er, nach eigenen Angaben, bei der ersten Aufführung von Richard Wagners Parsifal in Bayreuth 1882 mitgewirkt haben. Er arbeitete gleichfalls als Varieté-Sänger unter dem Bühnennamen „Charles Theodore“, den er genutzt haben soll, um Kontakte zum „Communistischen Arbeiterbildungsverein“ herzustellen. Seine umstrittene Sängerkarriere währte bis zu einer Erkrankung, durch die er seine Stimme verlor. Angebliche Bekanntschaften mit Richard Wagner und mit Ludwig II. (1845–1886), der ab 1864 bayerischer König war, können historisch nicht belegt werden. Als Auslandskorrespondent und Redakteur war Theodor Reuß für mehrere englische und deutsche Zeitungen und Nachrichtendienste tätig, unter anderem in London. 1878 schrieb er für die Times als Kriegsberichterstatter aus dem Gebiet des Balkans; 1882 ging er nach Bosnien und in die Herzegowina.

### Mitglied in der Theosophischen Gesellschaft
Nachdem er die russlanddeutsche Okkultistin Helena Petrovna Blavatsky kennengelernt hatte, trat er kurz darauf 1885 der London Lodge und damit der Theosophischen Gesellschaft (TG) in England bei. 1895 spaltete sich die TG in zwei konkurrierende Organisationen, einerseits die Theosophische Gesellschaft Adyar (Adyar-TG) und andererseits die Theosophische Gesellschaft in Amerika (TGinA). Reuß wurde nun Mitglied der TGinA und am 30. August 1896 unter Franz Hartmann Vizepräsident des TGinA-Ablegers Theosophische Gesellschaft in Europa (Deutschland) (TGE).

### Weltbund der Illuminaten
1880 versuchte Reuß in München eine Wiederherstellung des Adam Weishauptschen Illuminatenordens zu bewerkstelligen. In Berlin tat er sich (wahrscheinlich 1888) mit dem Dresdener Schauspieler Leopold Engel (1858–1931), Max Rahn und August Weinholz zusammen, um die Neugründung voranzutreiben. Leopold Engel standen als Erforscher des Illuminatenordens die vollständigen Dokumente über die Illuminaten zur Verfügung, die heute unter der Bezeichnung Schwedenkiste bekannt sind.
Reuß meinte die offizielle Berechtigung zur Gründung des Ordens auf ein gewisses Patent stützen zu können, das durch den „Prinzen vom Rosenkreuz“, Louis Gabriel Lebauche aus Bezeille bei Sedan, in seinen Besitz gekommen sei. Dieser soll ein Hochgradmaurer im 18. Grad des Memphis-Ritus bzw. im 46. Grad des Misraim-Ritus gewesen sein. Das Patent soll Lebauche während eines Besuches am 19. November 1786 von Adam Weishaupt in Regensburg von diesem persönlich erhalten haben; es soll eine Berechtigung für seinen Eigentümer und seine nachfolgenden Inhaber dazu gewesen sein, das Licht in „Schottische Logen“ einzubringen.
Engel trennte sich 1901 von Reuß und warf ihm, wie andere Mitglieder des Ordens bestätigten, Betrug hinsichtlich des Patentes vor, nachdem Reuß′ Pläne, seinen Orden unter der Großen Freimaurerloge von Deutschland aufzuziehen, von deren Großmeistern abgelehnt worden waren. Reuß berichtete in der Jubiläumsausgabe der Oriflamme 1912 von der endgültigen Trennung zwischen ihm und Engel im Jahr 1902. Die meisten Mitglieder des Illuminatenordens blieben bei Reuß′ Orden, und Engel versuchte 1927, einen von in- und ausländischen Großlogenbehörden unabhängigen Weltbund der Illuminaten zu errichten, womit der 1776 gegründete, um 1788 jedoch „eingeschlafene“ bayerische Illuminatenorden gemeint ist. Engels Gründung bestand bis zur Löschung aus dem Berliner Vereinsregister 1929. Die betreffenden Unterlagen sind im Preußischen Staatsarchiv einzusehen. Nach 1945 entstand in Zürich eine modifizierte Neugründung des Ordo Templi Orientis, der Weltbund der Illuminaten, der z. B. als sogenannte Adoptionsloge Riten mit beiden Geschlechtern gemeinschaftlich bearbeitet.

### Freimaurerei
Im Alter von 21 Jahren wurde Reuß bei einem London-Aufenthalt am 9. November 1876 als Freimaurer in die „Pilger-Loge“ Nr. 238 aufgenommen, 1877 zum Gesellen befördert und 1878 zum Meister erhoben. 1881 schloss man ihn wegen seiner stark links tendierenden politischen Betätigungen wieder aus. Seitdem gehörte er keinem „regulären“ Freimaurersystem an.
Reuß benutzte die Freimaurerei in der Folge als Aushängeschild zu kommerziellen Zwecken und beschäftigte sich Anfang des 20. Jahrhunderts mit der Gründung, Leitung und dem Import diverser irregulärer Riten und erteilte „Patente“ für ausländische Gründungen. Er galt in Freimaurerkreisen als Schwindler. Als hauptberuflicher Vermittler und Gründer von maurerischen und esoterischen Einrichtungen bestand sein Ordensimperium 1906 aus einer bunt zusammengewürfelten Hochgrad-Kollektion, bestehend aus 44 Logen (die teilweise nur auf dem Papier existierten) und 1.100 Mitgliedern. Nachdem der reguläre deutsche Großlogenverband Reuß’ zahlreiche Patente nicht anerkannte, trennten sich einige Logen von ihm ab, er wurde 1906 aus der Societas Rosicruciana in Anglia (SRIA) ausgeschlossen, und um 1907 zerfielen seine Vereinigungen zusehends. In dieser Zeit machte Reuß die Bekanntschaft mit dem in der europäischen irregulären Freimaurer- und Esoterikszene sehr agilen Gérard Encausse (Papus), der ihn in seinen Martinisten-Orden einführte.

#### Memphis-Misraim-Ritus
Zu einem wichtigen Wendepunkt kam es für Reuß, als er 1901 mit dem Okkultisten John Yarker, der zentralen Figur der britischen irregulären Freimaurerei des vorangegangenen Vierteljahrhunderts, und William Wynn Westcott in Kontakt kam, dem Chef der Societas Rosicruciana in Anglia (SRIA). Yarker und Westcott statteten Reuß zwischen 1901 und 1902 mit einigen Patenten aus, um deutsche Hochgradfreimaurerfilialen konstituieren zu können, darunter der Swedenborg-Ritus. Von Westcott erhielt er darüber hinaus die Erlaubnis, ein SRIA-College in Berlin zu gründen. Reuß erhielt die Riten von Cerneau's Version des Ancient and Accepted Rite und Yarkers Version des irregulären „Alten und Primitiven Ritus von Memphis und Misraim“, der sich aus dem Memphis- und dem Misraim-Ritus zusammensetzte. Westcott war auch einer der Gründer des Hermetic Order of the Golden Dawn.
Zusammen mit Franz Hartmann und H. Klein bearbeitete Reuß den irregulären „Memphis-Misraïm-Ritus“ und stiftete durch Yarkers Patente einen Zweig des „Alten und Angenommenen Schottischen Ritus“ (AASR) in Deutschland.
Am 24. September 1902 gab Yarker vermutlich einen Freibrief an Reuß, F. Hartmann und H. Klein aus, der ihnen gestattete, als Sovereign Sanctuary im 33°-95° des schottischen Memphis- und Misraim-Ritus zu operieren. Das Originaldokument ist nicht erhalten. Eine Abschrift dieses Schriftstückes wurde 1911 in Reuß′ Artikel der Oriflamme veröffentlicht, dem amtlichen Organ des Ordens der Orientalischen Templer, die von 1902 bis 1923 publiziert wurde. Im März 1961 entstand sie wieder als Mitteilungsblatt der Schweizer Nachfolgeorganisation Ordo Illuminatorum / Ordo Templi Orientis / Fraternitas Rosicruciana / Antiqua Ecclesia Gnostica Catholica im Verlag der Psychosophischen Gesellschaft in Zürich. Die letzte Ausgabe Nr. 149/150 erschien im Dezember 1974.
Yarker gab am 1. Juli 1904 ein Garantieschreiben heraus, das Reuß′ Autorität hinsichtlich der Behandlung der besprochenen Riten bestätigte. Reuß veröffentlichte dieses Dokument als eine zusätzliche Bestätigungsurkunde am 24. Juni 1905. Zusammen mit Karl Kellner verfasste er 1903 ein kurzes Manifest für ihren gemeinsamen Orden, das im Folgejahr in der Oriflamme erschien. Diese Ausgabe ist eine der wenigen Quellen, die über den Lehrinhalt der einzelnen Rituale im O.T.O. Aufschluss geben.

#### Ordo Templi Orientis
Am 22. Januar 1906 ist die erste englische Konstitution des Ordo Templi Orientis (O.T.O.) nachweisbar. Die erste deutsche O.T.O.-Konstitution wurde am 21. Juni 1906 ausgerufen. Im Februar 1906 rief sich Reuß zum Outer Head of the Order (O.H.O.) aus und blieb bis 1921 Großmeister des O.T.O.
1906 übersiedelte Reuß von Deutschland nach England, wo er mit kurzen Unterbrechungen bis zum Ausbruch des Ersten Weltkriegs 1914 blieb und als Korrespondent tätig wurde.
Reuß hinterließ in Deutschland eine unklare Situation in Bezug auf die Führung seiner Orden. Auf einem Kongress der „maurerischen Spiritualisten“ (Internationale Konferenz über Freimaurerei und Spiritismus), bei dem Reuß in Paris am 24. Juni 1908 teilnahm, kam es zu weiteren Veränderungen. Hier erhielt Papus von Reuß unentgeltlich ein Stiftungspatent und Reuß, der deutsche Repräsentant des von Yarker begründeten Memphis-Misraim-Ritus, tauschte mit Jean (Joanny) Bricaud, Papus und Charles Téder (Pseudonym für Ch. Détré) Würden, Titel und Grade untereinander und Reuß nahm sie in die höchsten Grade des Memphis-Misraim-Ritus auf.
Frick zufolge sei ein errichteter Souverain Grand Conseil Généeral du Rite de Memphis-Misraim pour la France et ses dépendances (Höchsten General Groß-Rat der Vereinigten Riten der Alten und Primitiven Freimaurerei für den Grand Orient in Frankreich sowie seiner Tochtergesellschaften in Paris) praktisch an seiner Spitze identisch mit den leitenden Persönlichkeiten des Ordre Mariniste (Martinistenorden) und die Loge Humanidad in Paris wurde zur Mutterloge des Memphis-Misraim-Ritus. Reuß wurde Mitglied der Loge Humanidad Nr. 240 in Paris und alsdann Hon[orar] Fr[ater] und Hochgradinhaber (33.°) spanischer, italienischer, rumänischer, griechischer und amerikanischer Logen. In welchem Ausmaß sich Papus darüber hinaus für den O.T.O. engagiert hat, ist unklar. Am 1. Juni 1912 wurde unter Czeslaw Czynski eine Nationale Großloge für die slawischen Länder etabliert. Kellner, Reuß und Aleister Crowley wurden 1912 in der Jubiläumsausgabe der Oriflamme als O.T.O. Mitglieder des X.° angeführt.
Reuß übersetzte Crowleys Gnostische Messe und wurde 1918 als Souveräner Patriarch und Primat der Gnostisch-Katholischen Kirche und Gnostischer Legat der Église Gnostique Universelle für die Schweiz erwähnt. Zur Zeit des Ausbruches des Ersten Weltkrieges war er in Basel. Bekannt geworden ist Theodor Reuß auch unter seinem Ordensnamen „Merlin Peregrinus“ (auch: Peregrinus I. Merlin) als „Oberhaupt der Gnostischen Katholischen Kirche“ in Deutschland, zu dem er von J. Bricaud ernannt wurde. Er war enger Freund und Mitarbeiter von Arnoldo Krumm-Heller (Ordensname: Huiracocha, 1879–1949), einem deutsch-mexikanischem Oberstabsarzt und Rosenkreuzer in Brasilien, den er offiziell zum deutschen Repräsentanten für Lateinamerika ernannte. Krumm-Heller gründete seinen eigenen Orden namens Fraternitas Rosicruciana Antiqua (F.R.A.). Nach Aussage von Krumm-Hellers Sohn Parsival hat er weder jemals O.T.O. Logen gestiftet, noch Mitglieder in den O.T.O. initiiert und auch keinerlei O.T.O. Offiziere ernannt. Das kohärente OTO-Initiationssystem soll Frauen wie Männern offengestanden haben.

### Kollision mit Anarchisten und Kommunisten
Im Frühjahr 1885 war Reuß im Londoner Vollzugsausschuss der anarchistischen Socialist League, in deren Exekutiv-Komitee er gewählt wurde und wo er auch auf Edward Aveling und dessen spätere Frau Eleanor Marx-Aveling, eine Tochter von Karl Marx, traf. Sein Versuch, eine tiefere Freundschaft zu diesen beiden Persönlichkeiten aufzubauen, misslang. Am 10. Mai 1886 wurde er „wegen ehrenrühriger Handlungen“ als „internationaler Polizeischuft“ aus der Socialist League ausgeschlossen und verließ England in Richtung Deutschland.
Spannungen zwischen den Anarchisten Josef Peukert und Victor Dave entstanden in der Folge. Reuß wurde aus Kreisen der belgischen Sozialdemokratie und besonders von Henry Charles und Victor Dave beschuldigt, als Polizeispitzel zu agieren. Peukert und die Gruppe Autonomie veröffentlichten daraufhin eine Widerlegung dieser Anschuldigungen, die in der Zeitschrift Anarchist abgedruckt wurde und Dave im Gegenzug der Spionage anklagte. Schließlich nutzte Reuß im Februar 1887 eine Fährte Peukerts, die jener unwissentlich nach Belgien zu Johann Neve gelegt hatte, und verriet Neve der deutschen Polizei. Neve wurde daraufhin wegen Waffen-Schmuggels und Propaganda verhaftet und verstarb während der Haft.

### Beziehung zu Aleister Crowley
Das erste Aufeinandertreffen von Reuß und Aleister Crowley ist bezüglich der Zeit und des Ortes ungewiss. Crowley war bereits durch Allan Bennet (Bhikku Ananda Metteya, 1872–1923) in den damals noch ziemlich unbekannten Yoga eingeweiht worden und hatte sich früh zum Libertin entwickelt. Es wurde unter anderem behauptet, dass Reuß sich zusammen mit dem Komponisten Richard Wagner und dem bayrischen König mit den Schriften François Rabelais′ und der darin enthaltenen Abtei Thelema, die bei Crowley eine zentrale Rolle spielt, beschäftigt habe, wofür allerdings kein historischer Nachweis vorliegt.
1910 soll Crowley durch Reuß in den VII.° des O.T.O. eingeführt worden sein, nachdem Crowley den 33.° im Schottischen Ritus erhalten hatte. Fest steht, dass am 1. Juni 1912 die Gründung einer „National-Großloge des Orientalischen Templer-Ordens für Großbritannien und Irland“ erfolgte. Hierbei vereinigten sich Crowleys Geheimgesellschaft A ∴ A ∴ und Reuß′ O.T.O. Crowley wurde von Reuß zum „National-Großmeister für Großbritannien und Irland der Mysteria Mystica Maxima [M:.M:.M:.], der englischen Sektion des Orientalischen Templer-Ordens“ ausgerufen und in den 33.°, 90.°, 96.° und X.° des Reußschen Hochgrad-Systems erhoben. Im Manifest des O.T.O. von 1912 erscheint Crowley unter seinem Initiationsnamen Baphomet. Crowley berichtete selber, dass er von Reuß in den O.T.O. und hier in den besonders mit sexualmagischen Riten ausgestatteten IX.° aufgenommen wurde. Am 19. März 1913 stellten Reuß und Crowley gemeinsam eine Charter aus, die James Thomas Windram (Ordensname: Mercurius, 1877–1939) zum offiziellen Repräsentanten des O.T.O. in Südafrika ernannte. Zu einem späteren Zeitpunkt im gleichen Jahr verfasste Crowley während eines Aufenthalts in Moskau die Gnostische Messe, „erstellt zum Gebrauch für den O.T.O. als dessen zentrale Zeremonie, die öffentlich wie intern zu zelebrieren ist und der Messe der Römisch-Katholischen Kirche nachempfunden wurde“.
1913 gab Crowley eine Konstitution für den M:.M:.M:. und das Manifesto des M:.M:.M:. heraus, die er später als sogenanntenLiber LII, das Manifest des O.T.O, umarbeitete und publizierte. In einer Anmerkung von Reuß′ Übersetzung der Gnostischen Messe bezeichnet Reuß sich selbst als Sovereign Patriarch and Primate of the Gnostic Catholic Church, and Gnostic Legate to Switzerland of the Église Gnostique Universelle und bestätigte Jean Bricaud (1881–1934) als Sovereign Patriarch dieser „Kirche“. Die Ausgabe dieses Dokumentes kann als Geburtsstunde der Ecclesia Gnostica Catholica als einer unabhängigen Organisation unter dem Dachverband O.T.O. mit Reuß als erstem Patriarch betrachtet werden. Crowley widmete Reuß sein Mysterienspiel The Ship (1913) und eine Gedichts-Kollektion The Giant's Thumb (1915). Bis 1914 trat dieser englische Ableger unter der Leitung von Reuß und Crowley mehr als die anderen Sektionen in Erscheinung.
Durch den Ausbruch des Ersten Weltkrieges brach die Zusammenarbeit zum Ausbau des O.T.O. zwischen Reuß und Crowley, der auch weiterhin seine deutschfreundliche Haltung journalistisch bezeugte, ab. Das „Hauptquartier“ des O.T.O. wurde in die neutrale Schweiz (Basel) verlegt. Ob ein erneutes persönliches Treffen während oder nach dem Krieg stattgefunden hat, ist nicht bekannt. Während des Krieges, um 1918, publizierte Reuß den Wortlaut einer Gnostischen Katholischen Messe. Der Originaltext dieser „Messe“ soll von Crowley stammen. 1920 schreibt Reuß im Aufbauprogramm der gnostischen Neo-Christen: „Freiheit, Gerechtigkeit, Liebe! Tue, was du willst, doch bedenke, dass du Rechenschaft schuldig bist“; ein Zitat, das indirekt auf Rabelais und Crowley verweist. 1922 soll Reuß aber seine Kooperation mit Crowley sogar widerrufen haben. In Deutschland führte er 1925 Gespräche mit dem späteren Leiter des O.T.O. in den USA, Karl Germer. Aus Kontakten von Crowley entwickelten sich deutsche Nachfolgeorganisationen und Abspaltungen. So gründete z. B. der Berliner Antiquar Eugen Grosche Ostern 1928 die Fraternitas Saturni nach Crowleyschem Muster. Nachgewiesene Kontakte zwischen verschiedenen Personen aus der theosophischen Richtung zu dem Orden des Golden Dawn können eine Beziehung dieser beiden Weltanschauungen zueinander aufzeigen.
Aus Reuß′ Periode in der Schweiz (1915–1921 mit kurzen Unterbrechungen) sind die Berichte widersprüchlich. Sein Wirken auf dem Monte Verità bei Ascona ist sicher. Er richtete hier die übernationale Großloge »Libertas et Fraternitas« und einen mystischen Tempel des O.T.O. (Anational Grand Lodge and Mystic Temple) ein sowie die Hermetische Bruderschaft des Lichtes. Dieser Sitz in der Schweiz stellte eine utopistische Kommune dar, welche 1900 von Henri Oedenkoven und Ida Hofmann gegründet wurde und welche als progressive Basis fungierte. Am 22. Januar 1917 veröffentlichte Reuß ein Manifest für diese Groß-Loge, die „Verità Mystica“ genannt wurde. Am selben Tag gab er eine überarbeitete Konstitution des O.T.O. heraus, die in weiten Teilen auf der Konstitution von Crowley für den M:.M:.M:. basierte und eine Zusammenschau der Grade enthielt und der eine verkürzt Fassung von The Message of the Master Therion beigefügt war.
Auf Monte Verità hielt Reuß am 15.–25. August 1917 einen „anationalen“ Kongress ab, bei dem Crowleys Gedichte am 22. August und seine gnostische Messe am 24. August vorgetragen wurden. Am 24. Oktober desselben Jahres patentierte Reuß die O.T.O.-Loge »Libertas et Fraternitas« auf dem Monte Verità. Erster Stuhlmeister war der Tänzer und Choreograph Rudolf Laban de Laban, weiteres Gründungsmitglied die Tänzerin Mary Wigman. 1917 verlegte »Libertas et Fraternitas« ihren Standort nach Zürich. 1918 sollte die Gnostisch Katholische Kirche nach einem Antrag der Martinisten ab dem 18.° als obligatorische Religion eingeführt werden. Dieser Antrag wurde abgelehnt. Als Folge entstand ein Zerwürfnis mit Reuß, worauf man sich vom OTO trennte. 1925 gab diese Loge ihre damaligen Privilegien als Großloge dreier weiterer Logen und eines Zirkels auf und unterstellte sich der „regulären“ Schweizer Großloge Alpina.
In einem undatierten Brief an Crowley (1917) berichtet Reuß, er habe The Message of the Master Therion vor einer Versammlung in Monte Verità gelesen und The Book of the Law (Das Buch des Gesetzes) ins Deutsche übersetzt. Reuß fügte hinzu: „Let this new encourage you! We live in your work!“ (Lass Dich durch dies neu ermutigen! Wir leben in deiner Arbeit!). Reuß und Crowley waren im Jahr 1917 augenscheinlich die einzigen aktiven nationalen Oberhäupter des O.T.O., denn in dem Ankündigungstext des Kongresses 1917 in Monte Verita ist zu lesen: „Es gibt zwei Zentren des O.T.O., beide in neutralen Ländern, an die jene, die sich für das Ziel dieses Kongresses interessieren, Anfragen richten können. Das eine befindet sich in New York (U.S. of America), das andere in Ascona (Italienische Schweiz).“ Crowley glaubte im Gegensatz zu Reuß, es sei nicht möglich, Frauen in die Freimaurerei einzuweihen; er glaubte jedoch, dass sie sehr wohl zu Eingeweihten des O.T.O. gemacht werden könnten.
Mit dem Aufkommen von Berichten über Tieropfer und angeblich satanistischen Messen in der Abtei von Thelema, die Crowley bereits 1920 in Sizilien gegründet hatte, entließ ihn Reuß am 25. Oktober 1921 aus dem O.T.O.

### Reuß und Rudolf Steiner
Theodor Reuß war 1885 Mitglied der Theosophischen Gesellschaft und seit 1896 der Theosophischen Gesellschaft in Amerika (TGinA) geworden. Rudolf Steiner leitete ab 1902 als Generalsekretär die Deutsche Sektion der Theosophischen Gesellschaft, einen Ableger der in Konkurrenz zur TGinA stehenden Theosophischen Gesellschaft Adyar. Steiner soll von Reuß 1906 gegen 1500 Reichsmark ein Patent zum stellvertretenden Großmeister (Rex Summus X° Sanctissimus – Höchster und Heiligster König) des O.T.O./Memphis/Misraim Kapitels und Großkonzils der Rosenkreuzer-Loge „Mystica Aeterna“ in Berlin erhalten haben, was Peter-R. König zu widerlegen versuchte. Steiners spätere Ehefrau, Marie von Sievers, veröffentlichte 1933/34 im Verlag der Anthroposophischen Gesellschaft (Monatsschrift für freies Geistesleben, vereinigt mit der Monatsschrift „Die Drei: Anthroposophie“), dass ihr Mann einer „Arbeitsgruppe“ namens „Mystica aeterna“ bis 1914 angehört habe. Frau Steiner gehörte diesem Kreis selber auch als eines der ersten Mitglieder an. 1906 wurde Steiner stellvertretender Großmeister des O.T.O., wovon er sich in späteren Jahren wortreich distanzierte. Steiner stand wie Reuß in rosenkreuzerischer oder theosophischer und neognostischer Tradition, und beide haben Adoptionslogen unterstützt, die teilweise freimaurerisch orientiert waren. Dabei lehnte Steiner die libertinistisch-gnostischen Ausformungen der Hochgrade durch Reuß und Crowley ab. Reuß und Steiner sollen dem Ordo Rosicrusianum angehört haben. Steiner gründete 1912/13 die Anthroposophische Gesellschaft und beendete seine Zusammenarbeit mit Reuß 1914. Robert William Felkin traf Steiner u. a. 1910 in Berlin, Kontakte hatten sogar schon seit 1906 bestanden. Felkin, der Mitbegründer der Stella Matutina, einer Nachfolgeorganisation der Hermetic Order of the Golden Dawn, der Aleister Crowley angehörte, führte viele der Mitglieder jenes Ordens der ersten Anthroposophischen Gesellschaft zu, die in England entstanden war. Weder Steiner noch Felkin bejahten die libertinistisch-gnostischen Ausformungen, die für die unter Crowley bearbeiteten Hochgrade bei Reuß oder Crowley beschrieben wurden.

### Nach dem Ersten Weltkrieg
Reuß verließ den Monte Verità gegen November 1918. Am 10. Mai 1919 übergab Reuß ein Dokument namens „Gauge of Amity“ („Freundschaftsbekundung“) an Matthew McBlain Thomson, dem Gründer der American Masonic Federation. Das Dokument erkannte Thomson als O.T.O.-Mitglied des IX.° an. Am 18. September 1919 empfing Reuß von Bricaud erneut die Weihe und erhielt somit die Antioch-Nachfolge („Antioch-Sukzession“) und wurde als „Gnostischer Legat“ der Schweiz für Bricauds Église Gnostique Universelle ernannt. 1920 gaben Oedenkoven und Hofmann (s. o.) Monte Verità auf, um eine zweite Kolonie in Brasilien zu errichten, und Reuß veröffentlichte ein Dokument namens The Program of Construction and the Guiding Principles of the Gnostic Neo-Christians: O.T.O. (Aufbauprogramm und Leitsätze der Gnostischen Neo-Christen: O.T.O.). In diesem Dokument stellte Reuß seine Ideen im Hinblick auf eine (stark reglementierte) utopistische Gesellschaft vor.
Am 17. Juli 1920 besuchte er den Kongress der World Federation of Universal Freemasonry in Zürich, der in der «Libertas et Fraternitas»-Loge abgehalten wurde. Mit Bricauds Unterstützung, trat Reuß erfolglos für die Annahme der Crowleyschem Religion als die offizielle Religion für alle Mitglieder der „World Federation of Universal Freemasonry“, die im Besitz des 18.° des Schottisch Ritus sind, ein.
Am 10. Mai 1921 händigte Reuß X°-Patente an Charles Stansfeld Jones (Ordensname: Parzival, 1886–1950) und Heinrich Tränker aus, die sie als die jeweiligen Großmeister der USA und Deutschland bestätigten. Zusätzlich gab er ein weiteres „Gauge of Amity“-Dokument an Harvey Spencer Lewis, den Gründer des Antiquus Mysticusque Ordo Rosæ Crucis (AMORC), der Organisation eines Rosenkreuzerordens im kalifornischen San José, heraus. Dieses Dokument erkannte Lewis überdies als ein VII° Mitglied des O.T.O. an. Reuß kehrte im September 1921 wieder nach Deutschland zurück und ließ sich in München nieder. Am 3. September 1921 stellte Reuß eine Charter für Carl William Hansen (Ordensname: Kadosh, 1872–1936) als X.° für Dänemark aus.

### Reuß′ Tod und die Folgen
1923 starb Reuß 68-jährig in München. Ein Nachfolger in der Leitung des deutschen O.T.O. wurde Herbert Fritsche unter dem Ordensnamen Basilius (1911–1960).

## Reuß-Orden in Deutschland
- Swedenborg-Ritus (irreguläres dreistufiges freimaurerisches Hochgradsystem)
- Societas Rosicruciana in Anglia (Rosenkreuzer)
- Illuminatenorden (Neugründung durch Leopold Engel 1896), später: Weltbund der Illuminaten
- Orientalischer Templerorden Ordo Templi Orientis (OTO) (irreguläres Freimaurersystem auf Basis des Memphis-Misraïm-Ritus)
- Alter und Angenommener Schottischer Ritus (AASR) (aktuell in Deutschland verbreitetes reguläres freimaurerisches Hochgradsystem mit 33 Graden)
- Cerneau-Ritus (irreguläres Freimaurer-System mit 33 Graden)

## Schriften
- The Matrimonial Question. From an Anarchistic point of view, 1887 (Die Frage der Mutterschaft; Reuß′ als Parteiredner in England; seine erste Publikation in Form einer Broschüre)
- I.N.R.I. An die freimaurerische Presse Deutschlands! Oriflamme. Amtliches Organ des Ordens der Orientalischen Templer – O.T.O. – Des Souveränen Sanktuariums der alten Freimaurer vom Schottischen, Memphis- und Misraim-Ritus für das deutsche Reich und die deutschsprechenden Länder. (12. Jg. Berlin und London: 1914).
- Merlin Peregrinus (Pseudonym für Theodor Reuß), I.N.R.I. Ordo Templi Orientis – O.T.O. Ecclesiae Gnosticae Catholicae Canon Missae. Die Gnostische Messe – Aus dem Original-Text des Baphomet (d.i. A. Crowley) übertragen in die deutsche Sprache von Merlin Peregrinus. A.O. 800. Verlag der „Oriflamme“ (ohne Druckort und -jahr).
- Die Mysterien der Illuminaten (1894)
- Geschichte des Illuminaten-Ordens (1896)
- Peregrinus (Pseudonym für Theodor Reuß), Was muss man von der Freimaurerei wissen? Eine allgemeinverständliche Darstellung des Ordens der Freimaurer, der Illuminaten und Rosenkreuzer (Berlin: Hugo Steinitz [1. Aufl.] 1901 und weitere Auflagen).
- Was ist Okkultismus und wie erlangt man occulte Kräfte? (1903)
- Was muss man von Richard Wagner und seinen Ton-dramen wissen? (1903)
- Lingam-Yoni; oder die Mysterien des Geschlechts-Kultus (1906); Übersetzung von Hargrave Jennings’ „Phallism“.
- Allgemeine Satzungen des Ordens der Orientalischem Templer O.T.O. (1906)
- Parsifal, das enthüllte Gralsgeheimnis von Ur-Uter (1914)
- Constitution of the Ancient Order of Oriental Templars, O.T.O., Ordo Templi Orientis, with an Introduction and a Synopsis of the Degrees of the O.T.O. (1917)
- Die Gnostische Messe (Übersetzung) (1920)
- Das Aufbau-Programm und die Leitsätze der Gnostischen Neo-Christen (1920)
- Die Arte Magica Ararita (Die Magie des Hochaltars)
- De Nuptis Secretis Deorum cum Hominibus (Von den geheimen Hochzeiten der Götter mit den Menschen)
- De Homunculus (Von der Bereitung des Homunkulus)
- Die Eucharistie, das Geheimnis des Abendmahls
- Das Erotische in Goethes Faust und die Tantriks
- Das Kreuz und die Sexual-Religion
- Das Sexuelle in der Theosophie und Anthroposophie, mit den Gelöbnissen der verschiedenen Führer, im Original
- Das wahre Geheimnis der Freimaurerei identisch mit den Geheimnissen der römisch-katholischen Messe
- Übersicht über verschiedene freimaurerische Systeme und Einführung in die sämtlichen Grade
- Die neuen Illuminaten und ihre Einrichtungen und Händel
- zahlreiche weitere Artikel wurden in der Oriflamme abgedruckt